# Gmina Czuczer-Sandewo
Gmina Czuczer-Sandewo, Gmina Čučer-Sandevo (mac. Општина Чучер-Сандево) – gmina w północnej Macedonii Północnej. Powstała w 1996 r.
Graniczy z gminami: Lipkowo od wschodu, miastem Skopje od południa oraz z Serbią od zachodu i północy.
Skład etniczny
- 47,32% – Macedończycy
- 28,56% – Serbowie
- 22,88% – Albańczycy
- 1,24% – pozostali

W skład gminy wchodzi:
- 12 wsi: Bańane, Błace, Brazda, Brest, Brodec, Czuczer-Sandewo, Głuwo, Gorńane, Kuczewiszte, Mirkowci, Pobożje, Tanuszewci.